# Växtmaterial
Växtmaterial kallas levande växter när de används som byggmaterial inom landskapsarkitektur. Växtmaterial studeras inom ämnet växtmateriallära. Andra byggmaterial såsom natursten och betong kallas hårda material.